# Paolo Seganti
Paolo Seganti, né le 20 mai 1965 à Rovereto est un acteur italien.

## Biographie
Paolo Seganti, troisième d'une famille de cinq enfants, a grandi dans différentes régions d'Italie, principalement dans la petite ville de Campogalliano , près de Modène . À 18 ans, il s'installe à Los Angeles où, comme en Italie, il s'essaie à la boxe amateur avant de découvrir le métier d'acteur et de jouer au théâtre pendant plusieurs années. Sa beauté lui vaut des contrats  de mannequin pour des campagnes Chanel, Yves Saint Laurent, Jeanne Lanvin, Giorgio Armani et Calvin Klein, pour lesquelles il est photographié par Bruce Weber. À New York, il se concentre sur sa carrière d'acteur et y apparaît , entre autres, dans le rôle principal de la pièce Equus de Peter Shaffer.
En 1993, il décroche le rôle de Damian Grimaldi dans un soap de CBS As the World Turns, un rôle qu'il quittera en 1996 pour explorer d'autres horizons.
En septembre 1994, il présente l'émission de voyages Waka Tanka sur France 2 le temps de quelques mois chaque samedi après-midi. Cette émission a été perçue par le grand public comme une nouvelle version d'Ushuaïa, le magazine de l'extrême, mais fut stoppée faute d'audience à la fin de l'année 1994.
Parmi ces « autres horizons », on citera des apparitions dans Tout le monde dit I love you de Woody Allen et  L.A. Confidential au cinéma, dans Nash Bridges ou Une nounou d'enfer à la télévision.
En 1999, il démarre le tournage de Largo Winch, où il incarne le rôle principal.
Il reprend le rôle de Damian Grimaldi dans As the World Turns brièvement en 2006, puis de nouveau en 2009. Personnage d'abord homophobe, Damian semble peu à peu accepter la relation que son fils Luke entretient avec son petit copain Noah, respectivement interprétés par Van Hansis et Jake Silbermann
.
En 2007, il joue dans La figlia di Elisa : Ritorno a Rivombrosa (série de 8 épisodes dérivée de Elisa di Rivombrosa) où il incarne le Comte Martino Ristori, frère d'Agnese Ristori, interprétée par Sarah Felberbaum.

## Filmographie

### Cinéma
- 1997 : L.A. Confidential
- 2000 : Un thé avec Mussolini
- 2003 : En sursis
- 2004 : L'Américain

### Télévision
- 1996 : Une nounou d'enfer, épisode Un étranger dans la maison : Philippe, le nouveau précepteur en italien de Brighton
- 1999 : Caraibi de Lamberto Bava
- 2001 : Largo Winch
- 2006 : The Closer : L.A. enquêtes prioritaires, épisode Un arrière-goût : Paul Bivas
- 2007 : La figlia di Elisa - Ritorno a Rivombrosa
- 2008 : La Lance de la destinée
- 2010 : Rex, chien flic, épisode Nid de guêpes : Guglielmo Fuoco
- 2012 : Coupable d'infidélité de Lamberto Bava